# La Crème de la crème
La Crème de la crème ist eine französische Filmkomödie aus dem Jahr 2014 von Kim Chapiron. Der Film erhielt drei Nominierungen bei den 20. Lumières Awards, bei denen Thomas Blumenthal und Jean-Baptiste Lafarge für die beste männliche Offenbarung und Alice Isaaz für die beste weibliche Offenbarung nominiert wurden.

## Handlung
Die ruhige Kelia hat gerade eine renommierte Business School in Frankreich besucht (einige Medien werden dies als HEC Paris bezeichnen). Auf einer Party trifft sie Dan, einen unbeliebten Studenten im zweiten Jahr, dessen Intelligenz von einer kalten Einschätzung des kommerziellen Werts aller Dinge bestimmt wird. Dans Mitbewohner Jaffar hat bei Mädchen immer wieder keinen Erfolg.
Kelia und Dan engagieren dann eine junge Frau und bezahlen sie dafür, Jaffar zu einer Soirée zu begleiten, um sein Verführungskapital bei den Mädchen in der Schule zu vergrößern. Dies bemerkt Louis, ein Student aus Versailles, der Dan und Kelia vorschlägt, zusammenzuarbeiten und die Strategie auf alle Studenten auszudehnen, die ihr Verführungskapital vergrößern möchten. Dabei handelt es sich um die Gründung eines Prostitutionsclubs „Les amateurs de Cigares“.
Der Untertitel des Films bezieht sich auf die Einhaltung der Marktregeln; Sie vermieten junge Leute, um an Partys teilzunehmen. Kelia rekrutiert Kunden, Louis kümmert sich um sie und Dan um die Buchhaltung. Kelia, die gegenüber ihren Freunden vorgibt, lesbisch zu sein, fühlt sich zu Louis hingezogen, der im Gegensatz zu Dan von seinem Charme überzeugt ist. Zu seinem Geburtstag schenken Kelia und Louis Dan Eulalie, die in einer Parfümerie rekrutiert wurde.
Dan lehnt das Geschenk ab, obwohl sie sich schließlich sehen, obwohl Eulalie für sie arbeitet. Das Geschäft läuft gut und sie expandieren zu einer Ingenieurschule. Sie werden jedoch zur Rechenschaft gezogen und der Beschaffung beschuldigt.
Eulalie distanziert sich übereifrig von Dan. Kelia versucht dem Schulleiter zu beweisen, dass sie die besten Studenten auf dem Campus sind, da sie die ihnen beigebrachten Methoden erfolgreich angewendet haben. Beim Disziplinarrat küssen sich Louis und Kelia.